# Javier Calleja
Javier Calleja Revilla (ur. 12 maja 1978 w Madrycie) – hiszpański trener i piłkarz, grający na pozycji pomocnika.

## Kariera piłkarska
Calleja to wychowanek Realu Madryt. W 1996 roku trafił on do Real Madryt C. Po dwóch latach gry w trzeciej drużynie Realu odszedł do UD Almería, w którym jednak nie osiągnął sukcesu i odszedł do RSD Alcalá. W 1999 roku odszedł do Villarreal CF i prawie natychmiast został wypożyczony do CD Onda. Po powrocie z wypożyczenia stał się ważną częścią drużyny Villarrealu. W barwach „żółtej łodzi podwodnej” występował do 2006 roku, kiedy to przeniósł się do Málaga CF. W 2009 roku został piłkarzem CA Osasuna. W 2012 roku ogłosił zakończenie kariery piłkarskiej.

## Kariera trenerska
Po zakończeniu kariery piłkarskiej Calleja powrócił do Villarrealu, gdzie rozpoczął karierę trenerską przejmując młodzieżową drużynę tego klubu. W 2017 roku przejął rezerwową drużynę Villarrealu, czyli Villarreal B. Na tym stanowisku nie pracował jednak długo bo we wrześniu 2017 roku został nowym szkoleniowcem pierwszej drużyny Villarrealu. 10 grudnia 2018 roku został zwolniony z tej funkcji. 29 stycznia 2019 roku powrócił na stanowisko trenera Villarrealu.